# Veaunes
Veaunes is een plaats en voormalige gemeente in het Franse departement Drôme in de regio Auvergne-Rhône-Alpes en telt 220 inwoners (1999). De plaats maakt deel uit van het arrondissement Valence.

## Geschiedenis
Op 1 januari 2016 is Veaunes gefuseerd met Mercurol tot de gemeente Mercurol-Veaunes. 

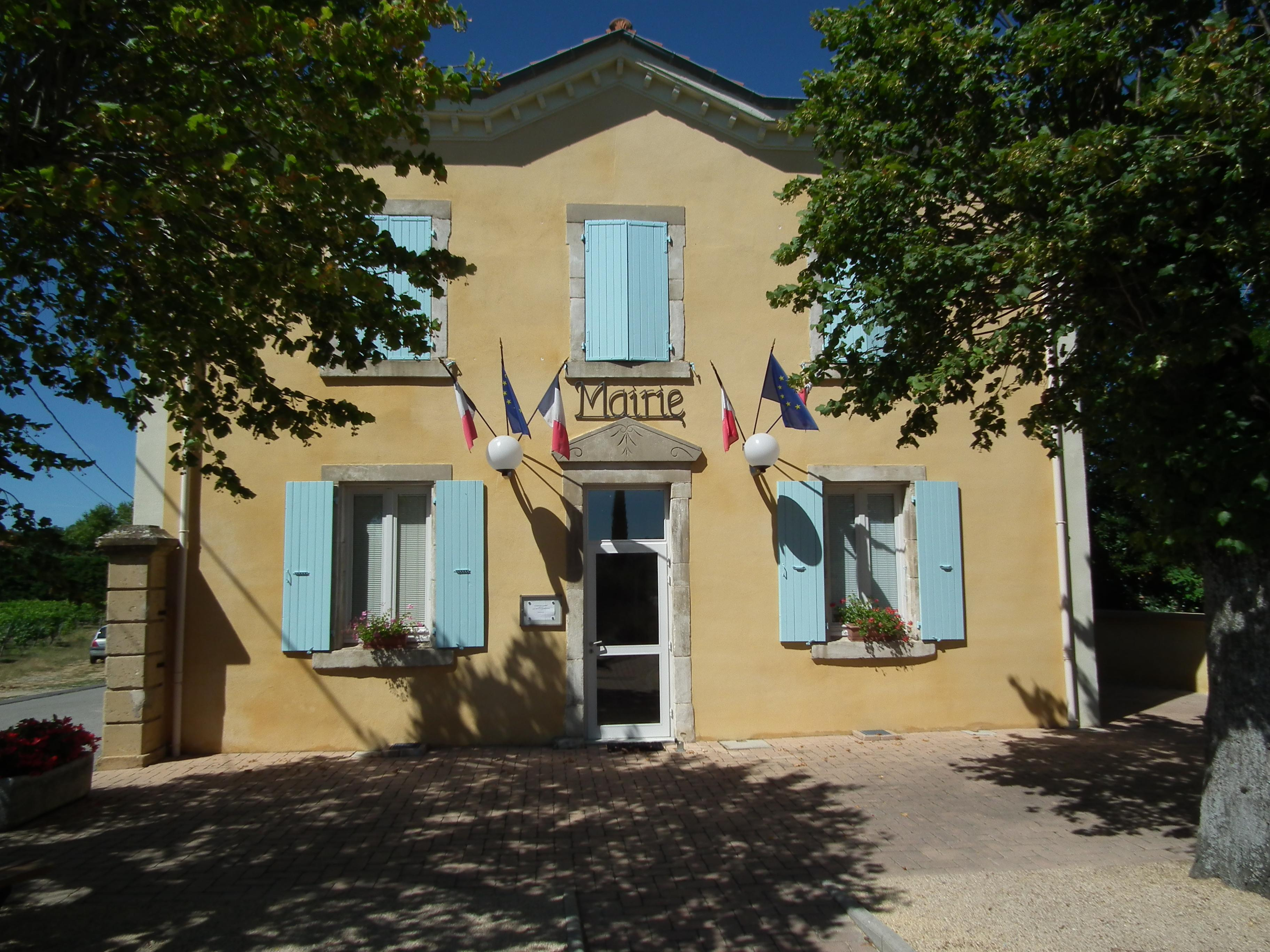
Het gemeentehuis van Veaunes

## Geografie
De oppervlakte van Veaunes bedraagt 4,2 km², de bevolkingsdichtheid is 52,4 inwoners per km².
De onderstaande kaart toont de ligging van Veaunes met de belangrijkste infrastructuur en aangrenzende gemeenten.

## Demografie
Onderstaande figuur toont het verloop van het inwonertal.